# Де Оливейра, Вандерлей Эустакио
Вандерлей Эустакио де Оливейра (порт. Vanderlei Eustáquio de Oliveira; 11 июня 1950, Белу-Оризонти — 17 июля 2023, Белу-Оризонти), более известный как Пальинья (порт. Palhinha) — бразильский футболист, нападающий. Известен по выступлениям за «Крузейро» и сборную Бразилии. После завершения карьеры футболиста тренировал ряд известных бразильских клубов.

## Клубная карьера
В профессиональном футболе Пальинья дебютировал в клубе «Крузейро», в 1969 году, за «Крузейро» он отыграл 7 сезонов, завоевал ряд титулов, в том числе в 1976 году победил в Кубке Либертадорес, став к тому же с 13 голами лучшим бомбардиром турнира. После этого он перешёл в «Коринтианс», где провёл следующие три года своей карьеры. В дальнейшем Пальинья сменил ряд известных бразильских клубов, но нигде не смог выйти на свой прежний уровень, и не задерживался в командах дольше чем на один год. Завершил свою игровую карьеру Пальинья в 1985 году в клубе «Америка Минейро».

## Карьера в сборной
В составе национальной сборной Пальинья дебютировал в 1973 году, всего в составе сборной провёл 16 матчей, в которых забил 4 гола. Был в составе сборной на Кубках Америки 1975 и 1979 годов на которых в обоих случаях Бразилия занимала третье место.

## Тренерская карьера
На закате карьеры футболиста Пальинья стал играющим тренером в «Америка Минейро», затем тренировал ряд бразильских клубов, но нигде не задерживался дольше чем на один сезон. Завершил свою тренерскую карьеру Пальинья в 1994 году в «Крузейро», клубе где он дебютировал и провёл лучшие годы, как игрок.

## Достижения
- Победитель Кубка Либертадорес: 1976
- Чемпион штата Минас-Жерайс (8): 1968, 1969, 1972, 1973, 1974, 1975, 1980, 1984
- Чемпион штата Сан-Паулу (2): 1977, 1979
- Чемпион штата Рио-де-Жанейро: 1982
- Бронзовый призёр Кубка Америки (2): 1975, 1979
- Лучший бомбардир Кубка Либертадорес: 1976